# Zrnica
Zrnica je potok, ki teče po Ljubljanskem barju. Izvira v bližini naselja Drenov Grič, teče mimo vasi Blatna Brezovica in se kot levi pritok izliva v Ljubljanico.